# Real Sociedad de Fútbol "B"
La Real Sociedad de Fútbol "B", también conocida como Sanse, es el equipo filial de la Real Sociedad de Fútbol, club español con sede en San Sebastián, Guipúzcoa, País Vasco. 
En la temporada 2025-26 jugará en Segunda división tras ganar al Club Gimnàstic de Tarragona 4-3 en el global en la final de los playoffs de ascenso.

## Historia
El equipo fue fundado en la década de 1950 como equipo filial de la Real Sociedad de Fútbol, uno de los equipos clásicos de la Primera División de España. Fue desde su fundación el equipo en el que se fogueaban las jóvenes promesas de la Real Sociedad antes de dar el salto al primer equipo. Por ello su principal función ha sido la de formar jugadores, más que la de obtener buenos resultados en Liga. Un simple vistazo a la lista de jugadores que han llegado a la Real pasando por el Sanse permite concluir que ha desarrollado brillantemente este papel.
Su origen se remonta al final de la temporada 1954-55, cuando el equipo juvenil de la Real Sociedad se proclamó Campeón de España derrotando en la final al Sevilla. La directiva del entonces presidente de la Real Sociedad, José María Gastaminza, decidió dar continuidad a aquella brillante generación de futbolistas, que todavía era muy joven para saltar a la primera plantilla, y para ello inscribió en la Federación de fútbol de cara a la temporada 1955-56, un equipo en categoría regional denominado igual que el equipo matriz, Real Sociedad. Este equipo debía servir de puente entre el equipo de categoría juvenil y el equipo de categoría absoluta. Hasta entonces, otros clubes donostiarras o guipuzcoanos habían hecho funciones similares para la Real, pero nunca bajo el paraguas directo del club.
En 1957 el equipo regional de la Real ascendió a Tercera División. Como reglamentariamente no estaba permitido entonces que jugaran en categoría nacional dos equipos con la misma denominación, el filial pasó a denominarse San Sebastián Club de Fútbol, nombre que fue conocido popularmente como Sanse.
Por las filas del Sanse han pasado numerosos jugadores que triunfaron posteriormente en la Real Sociedad y otros equipos. El Sanse ha tenido una gran importancia en la historia de la Real Sociedad, ya que este ha sido tradicionalmente un equipo de cantera que se ha nutrido más de los jóvenes formados en sus categorías inferiores que de fichajes externos. En la actualidad la Real Sociedad sigue manteniendo en su plantilla una mayoría de jugadores formados en el Sanse.
En lo que respecta a las categorías en las que ha militado, el Sanse llegó a alcanzar la Segunda División de España en 1960. En la temporada siguiente (1961-62) obtuvo su mejor clasificación, un quinto puesto. Sin embargo, se dio la paradoja de que a una excelente campaña del filial se unió una pésima campaña de la Real Sociedad de Fútbol, que descendió aquella misma temporada de Primera a Segunda División. La Real arrastró en su caída al Sanse a la Tercera División de España, ya que un equipo filial no puede jugar en la misma categoría que su hermano mayor. El bloque de jugadores del Sanse que militó en Segunda División fue el mismo que cinco años después logró devolver a la Real Sociedad a Primera División.
Tras el forzado descenso a Tercera, el técnico Javier Expósito fue el encargado de dirigir al Sanse durante los siguientes 20 años, entre 1962 y 1982. Aunque el Sanse no retornó nunca más a Segunda bajo la dirección de Expósito se formaron grandes jugadores en él, muchos de los cuales llegaron a ser internacionales y llevaron a la Real Sociedad a ser campeona de Liga por 2 veces entre 1980 y 1982.
Desde 1962 el Sanse ha pasado el resto de campañas hasta la actualidad en la Tercera División de España o en la Segunda División B de España.  En tres ocasiones, 1991, 2006 y 2018 llegó a disputar los play-offs de ascenso a la Segunda División.
En 1992 un cambio en la normativa obligó al equipo a cambiar su nombre y desde entonces es conocido oficialmente como Real Sociedad de Fútbol B, aunque a nivel popular sigue recibiendo el nombre de Sanse.
En 2021, con Xabi Alonso como director técnico, el equipo lograría finalizar como líder la temporada en Segunda División B tanto en la primera como en la segunda fase, clasificándose para la fase de ascenso a Segunda División que se disputaría en Extremadura. En la primera ronda el rival sería el F. C. Andorra, al que conseguiría superar el equipo vasco por 2 a 1 pasando a la ronda final. En la final por el ascenso el Sanse se enfrentaría al Algeciras C. F., al que lograrían vencer por 2 a 1 consiguiendo así el ascenso a Segunda División.
En la vuelta al fútbol profesional el Sanse comenzaría con victoria por 1-0 ante el C. D. Leganés, a pesar de ello los buenos resultados a lo largo de la temporada serían escasos terminando la liga en vigésima posición y descendiendo a Primera Federación.

## Estadio
Juega sus partidos en el campo Z-1 (José Luis Orbegozo), situado en las instalaciones del club en Zubieta. Dicho campo, cuenta con una capacidad para 2.500 espectadores. Aun así, en ocasiones han disputado partidos en el Reale Arena, el cual tiene capacidad para más de 40.000 espectadores.
El Estadio Reale Arena es donde juega él primer equipo, la Real Sociedad de Fútbol. A su vez, todos los equipos de la estructura del club, desde infantil txiki (12 años), hasta el primer equipo, pasando por el femenino, entrenan en las instalaciones de Zubieta, cerca del hipódromo de San Sebastián, por lo cual de ahí deriva el apodo de potrillos que reciben los jugadores del antaño Sanse.

## Datos del club
- Temporadas en 2.ª: 4 (actualidad)
- Temporadas en 1ª RFEF: 2
- Temporadas en 2ªB: 30
- Temporadas en 3.ª: 27
- Debut en 2.ª: 60-61
- Mejor puesto en la liga: Quinta (Segunda División de España temporada 61-62)
- Peor puesto en la liga: 9.º (Segunda División de España temporada 60-61)

### Historial del club
- 1951-57: Categorías regionales.
- 1957-60: Tercera División.
- 1960-62: Segunda División.
- 1962-80: Tercera División.
- 1980-97: Segunda División B.
- 1997-01: Tercera División.
- 2001-02: Segunda División B.
- 2002-03: Tercera División.
- 2003-09: Segunda División B.
- 2009-10: Tercera División.
- 2010-21: Segunda División B.
- 2021-22: Segunda División.
- 2022-25.: Primera Federación.
- 2025-act.: Segunda División.

## Palmarés

### Trofeos nacionales
- Campeón de la Segunda División B de España: 2020-21 (Gr. II-C)
- Campeón de la Tercera División de España: 1959-60 (Gr. IV), 1979-80 (Gr. III), 1998-99 (Gr. IV), 1999-00 (Gr. IV) y 2009-10 (Gr. IV).

### Trofeos amistosos
- Trofeo Joaquín Segura (Tudela): (1) 2002
- Trofeo Lasesarre: (1) 2018

## Organigrama deportivo

### Jugadores
- Los jugadores con dorsales superiores al 25 son, a todos los efectos, jugadores de la Real Sociedad "C" y como tales, podrán compaginar partidos con el primer y segundo equipo. Como exigen las normas de LaLiga, los jugadores de la primera plantilla deberán llevar los dorsales del 1 al 25. Del 26 en adelante serán jugadores del equipo filial a efectos del primer equipo.
- Los equipos de la Segunda División de España están limitados a tener en la plantilla un máximo de dos jugadores sin pasaporte comunitario. La lista incluye solo la principal nacionalidad de cada jugador, algunos de los jugadores no europeos tienen doble nacionalidad de algún país europeo o bien su país tiene un acuerdo de no-restricción europea.

#### Altas y bajas 2025-26
| Altas            | Altas          | Altas         | Altas               | Altas |
| Jugador          | Posición       | Procedencia   | Tipo                | Costo |
| ---------------- | -------------- | ------------- | ------------------- | ----- |
| Jon Gorrotxategi | Centrocampista | C.D. Mirandés | Regresa tras cesión | 0 €   |
| Alberto Dadie    | Delantero      | C.D. Mirandés | Regresa tras cesión | 0 €   |
| Kazunari Kita    | Defensa        | Kyoto Sanga   | Cesión O/C          | 0 €   |

| Bajas            | Bajas          | Bajas           | Bajas                       | Bajas |
| Jugador          | Posición       | Destino         | Tipo                        | Cobro |
| ---------------- | -------------- | --------------- | --------------------------- | ----- |
| Jon Gorrotxategi | Centrocampista | Real Sociedad   | Promociona al primer equipo | 0 €   |
| Mikel Goti       | Centrocampista | Real Sociedad   | Promociona al primer equipo | 0 €   |
| Jon Merino       | Defensa        | C.D. Lugo       | Fin de contrato             | 0 €   |
| Manex Gibelalde  | Centrocampista | Bilbao Athletic | Fin de contrato             | 0 €   |
| Eder García      | Centrocampista | Bilbao Athletic | Fin de contrato             | 0 €   |
| Ibra Cámara      | Defensa        | Sin equipo      | Rescisión de contrato       | 0 €   |
| Iker Ropero      | Defensa        | Barakaldo C.F.  | Cesión                      | 0 €   |
| Adrián Zango     | Portero        | S.D. Amorebieta | Cesión                      | 0 €   |

#### Internacionales
Esta es una lista de los jugadores que pasaron por las filas de la Real Sociedad B y que llegaron a ser internacionales absolutos:
- José Agustín Aranzábal, Gaztelu (1965-66)
- Inaxio Kortabarria (1968-71)
- Fco.Javier Glez. Urruti (1969-72)
- Jesús María Satrústegui (1971-73)
- Luis Miguel Arconada (1970-74)
- Santiago Idígoras (1972-74)
- Jesús María Zamora (1973-74)
- Miguel Ángel Periko Alonso (1974-77)
- Genaro Celayeta (1973-78)
- Pedro Uralde (1976-78)
- Alberto Gorriz (1977-78)
- Juan Antonio Larrañaga (1977-80)
- José Mari Bakero (1978-80)
- Aitor Begiristain (1982-83)
- Julen Lopetegui (1983-85)
- Mikel Lasa (1988-89)
- Andoni Imaz (1989-91)
- Bittor Alkiza (1989-91)
- Agustín Aranzabal (1991-1994)
- Fco.Javier de Pedro (1992-1994)
- Joseba Etxeberria (1993-95)
- Jon Cuyami (1991-96)
- Aitor López Rekarte (1993-97)
- Xabi Alonso (1999-2000)
- Giovanni Sio (2007-2009)
- Antoine Griezmann (2009-2010) - Tuvo durante una temporada ficha con la Real B, pero no llegó a debutar en partido oficial, ya que pasó directamente de jugar con el juvenil al primer equipo.
- Asier Illarramendi (2007-2011)
- Liassine Cadamuro (2008-2011)
- Iñigo Martínez (2009-2012)
- Kenan Kodro (2011-2014)
- Alexander Callens (2011-2015) - Debutó como internacional absoluto por Perú siendo jugador de la Real B, siendo el primer caso en la historia del club.
- Mikel Oyarzabal (2014-2016)
- Álvaro Odriozola (2013-2017)
- Kevin Rodrigues (2015-2017)
- Robin Le Normand (2016-2019)
- Martín Zubimendi (2017-2021) - El jugador seguía teniendo ficha de jugador de la Real B en el momento de su debut con la selección absoluta, el 8 de junio de 2021; aunque llevaba más de una temporada integrado en la primera plantilla y no jugaba con el filial desde marzo de 2020. Su debut se produjo en un partido amistoso contra Lituania, en el que los jugadores de la selección sub-21 sustituyeron a los jugadores habituales de la absoluta, que se encontraban en aislamiento por la aparición de varios casos de Covid-19 en la concentración del equipo.

### Entrenadores
- Joseba Elizondo (1957-58)
- Perico Torres (1958-62)
- Javier Expósito (1962-82)
- Rafael Mendiluce (1982-85)
- Salva Iriarte (1985-89)
- Periko Alonso (1989-92)
- Mikel Etxarri (1992-95)
- Inaxio Kortabarria (1995-97)
- Salva Iriarte (1997-00)
- Roberto López Ufarte (2000-01)
- Gonzalo Arconada (2001-06)
- José Ramón Eizmendi (2006-08)
- Iñaki Eskisabel (2008)
- José Ramón Eizmendi (2008)
- Imanol Idiakez (2008-10)
- Meho Kodro (2010-13)
- Asier Santana (2013-2014)
- Luki Uriarte (2014)
- Imanol Alguacil (2014-2018)
- Aitor Zulaika (2018)
- Imanol Alguacil (2018)[6]
- Aitor Zulaika (2018-2019)
- Xabi Alonso (2019-2022)[7]
- Sergio Francisco (2022-2025)[8]
- Ion Ansotegi (2025-act.)[9]